# William Maddock Bayliss
Sir William Maddock Bayliss, FRS, angleški fiziolog, * 2. maj 1860, Wolverhampton, Staffordshire, Anglija, † 27. avgust 1924, Hampstead.
Skupaj s Starlingom je odkril peptidni hormon sekretin in peristaltiko črevesja. Leta 1903 je bil izvoljen za člana Kraljeve družbe. Leta 1911 je prejel njeno Kraljevo medaljo in leta 1919 še Copleyjevo medaljo.